# 吕西安·舒里
吕西安·舒里（法語：Lucien Choury，1898年3月26日—1987年5月6日），法国男子自行车运动员。他曾代表法国参加1924年夏季奥林匹克运动会自行车比赛，获得男子双人自行车赛金牌。